# Morteza Latifi Nezami
Morteza Latifi Nezami (in persiano: مرتضی لطیفی نظامی; Teheran, 4 aprile 1943) è uno scrittore, poeta e pittore italiano di origine iraniana.

## Biografia
Morteza Latifi Nezami nasce a Tehran il 4 aprile 1943. Frequenta la facoltà di Belle Arti a Tehran ma nel 1968 lascia l’Iran per trasferirsi in Italia.  Nel 1974 si laurea in architettura presso il Politecnico di Milano. Nel 1989 si diploma in pittura  presso l’Accademia di Brera. Seguirà un’intensa attività artistica con esposizioni a Milano, Firenze, Roma, Sulmona, Avezzano, L’Aquila, Monza, Teramo, ... e Houston, New Jersey e Teheran.
Nel 2011 esordisce come scrittore con la pubblicazione per la Collana Passaggi al meridiano (edizioni la Meridiana) di Inospitale Terra promessa: "una rielaborazione in stile romanzesco delle drammatiche testimonianze di alcuni richiedenti asilo e minori stranieri non accompagnati". 
Nel 2013 pubblica Quando giunse a termine la gentilezza..., una raccolta di quattordici poesie, incentrata sui sanguinosi conflitti che dalla seconda guerra mondiale a tutt’oggi costellano il nostro pianeta: “poesie del poeta e artista iraniano Morteza Latifi Nezami «Quando giunse a termine la gentilezza» (Joker), una per ogni mese dell’anno, offrono un orizzonte più ampio: anche dai gesti più piccoli nasce l’impegno per far crescere la pace e la speranza”.

## Opere

### Opere letterarie
- Inospitale terra promessa, edizioni la Meridiana, 2011, ISBN 9788861531864[2]
- Il tempo è scaduto, Gruppo Albatros Il Filo, 2014, ISBN 8856769417[4]
- La luna perduta, Gruppo Albatros Il Filo, 2016, ISBN 8856778459 [5]
- Un mondo diverso non è possibile, Amazon Ed, ISBN 979-88-68-19349-1
- L'uomo uscito dal libro, Amazon Ed, ISBN 979-83-27-21162-9

### Poesie
- (FA) cittàTeheran, ...کس ندارد ذوق مستی [Nessuno ha gusto di ebbrezza...], Hanooz publication, 1998, ISBN 9789649022208.
- (FA, IT) Quando giunse a termine la gentilezza..., Joker edizioni, 2013, ISBN 9788875363369.[6] (Ediz. Multilingue: Italiano e Farsi)[3]
- (FA, IT) La favola dell’uomo, Joker edizioni, 2013, ISBN 9788875364182.[6] (Ediz. Multilingue: Italiano e Farsi)
- (FA, IT) Dietro le mura nera della notte, Joker edizioni, 2019, ISBN 9788875364410.[6]
- (FA, IT) Albero vento mare stella e altri, Joker edizioni, 2021, ISBN 9788875364779.
- (FA, IT) Poiché l'amore al principio sembrò facile..., Joker edizioni, 2023, ISBN 9788875365301.

### Traduzioni
- Canta nel nome della rosa rossa. Sette poeti persiani del Novecento, Joker, 2018, 978887536410-6. (Ediz. Multilingue: Italiano e Farsi. Traduzione dal farsi a cura di Morteza Latifi Nezami e Margherita Lovisolo. Libro illustrato con opere pittoriche di Riccardo Pelliconi)
- تکامل و جوهر یک هنر نو اثر بلا بالاژ, Edizioni Afaraz, Tehran, 2019, (Traduzione dall’italiano in farsi del libro Il Film: evoluzione ed essenza di un'arte nuova, di Bèla Balàzs Einaudi Editore 1975).
- یک جرعه خاک (Un sorso di terra), Heinrich Boll, Afrazbook, Tehran 2021. ISBN 3-479-326-600-978 (Traduzione dall’italiano in Farsi, Einaudi editore 1982).

## Riconoscimenti

### Opere pittoriche
- 2003 Targa in argento " Presidente della Repubblica" 1º premio di rappresentanza, Santhià per l’opera "Invasione".
- 2007 Medaglione in bronzo " Presidente del Senato" 3º premio di rappresentanza, Santhià per l'opera "Solitario".
- 2009 Targa in argento " Presidente della Repubblica" 1º premio di rappresentanza, Santhià per l'opera  " Le stagioni di un anno particolare”

### Opere letterarie
- 2017 2º premio al Concorso "Lilly Brogi Lapergola arte" di Firenze IX ed. 2017, Sezione Raccolte poetiche per l’opera “Quando giunse a termine la gentilezza...”[7]
- 2019 2º premio letterario di "Romolo Liberale" V edizione 2019 per la poesia “Nove”